# Ernest William Lyons Holt
Ernest William Lyons Holt (ur. 17 października 1864 w Londynie, zm. 10 czerwca 1922 tamże) – angielski naturalista i biolog morski. Specjalizował się w ichtiologii. Jego praca dała naukowe podwaliny pod zarządzanie rybołówstwem w Irlandii. Razem z Williamem Greenem poważnie przyczynił się do rozwoju irlandzkiego rybołówstwa.